# Санкт-Георген-ан-дер-Гузен
Санкт-Георген-ан-дер-Гузен (нем. Sankt Georgen an der Gusen) — ярмарочная коммуна (нем. Marktgemeinde) в Австрии, в федеральной земле Верхняя Австрия. 
Входит в состав округа Перг.  Население составляет 3 616 человек (на 31 декабря 2005 года). Занимает площадь 7 км². Официальный код  —  41 120.

## Политическая ситуация
Бургомистр коммуны — Инг. Эрих Валь МБА (СДПА) по результатам выборов 2003 года.
Совет представителей коммуны (нем. Gemeinderat) состоит из 25 мест.
- СДПА занимает 16 мест.
- АНП занимает 9 мест.